# Max Hopfgartner
Max Hopfgartner (Salzburgo, 20 de noviembre de 1992) es un exjugador de baloncesto austríaco retirado en 2021, mientras formaba parte de la plantilla del BK Klosterneuburg austriaco. Tiene una altura de 2,06 metros y jugaba de ala-pívot.

## Biografía
Es un pívot de nacionalidad austriaca e internacional absoluta en todas las categorías con su país, tiene formación universitaria norteamericana (cursó sus estudios en John Brown y compitió en la NAIA, paralela a la NCAA). Tras graduarse en 2015, llegó a España para jugar en LEB Plata gracias a su paso por Xuven Cambados y por Basket Navarra. En el club navarro firmó unos promedios de 11.2 puntos y 5.4 rebotes con un 33% de acierto en triples en 28 minutos de juego.
En agosto de 2017, Hopfgartner firma por Carramimbre CBC Valladolid, completando la plantilla que dirigiría Paco García en el regreso de Valladolid a LEB Oro.

## Internacionalidad
Fue internacional absoluto con Austria.